# 松平忠俊
松平 忠俊（まつだいら ただとし）は、江戸時代前期の丹波国亀山藩の世嗣。官位は従五位下・刑部少輔。

## 略歴
藤井松平家の松平忠晴の長男として誕生した。母は正室の長晴院（杉原長房の娘、浅野長晟の養女）。
寛永13年（1636年）、徳川家光に初御目見するが、正保2年12月（1646年）に早世した。代わって、藤井松平の宗家・山城守家から従兄弟の忠栄が養子として父の後継に望まれた。
だが、忠俊の異母弟が誕生したためか、のちに忠栄は生家に還されている。